# Société suédoise d'astronomie
La Société suédoise d'astronomie (en suédois Svenska astronomiska sällskapet) est une organisation nationale en Suède destinée aux personnes qui souhaitent suivre les réalisations de la recherche astronomique. Fondée en 1919 à l'initiative de l'astronome Nils Nordenmark,, la société a dès le départ visé à être « un lien intime entre les scientifiques, les astronomes amateurs et les autres intéressés par l'astronomie ». La société gère un programme de conférences et autres activités de vulgarisation, y compris depuis 2012 le jour et nuit de l'astronomie , qui a lieu chaque année en Suède. Depuis 1920, la société publie un magazine trimestriel en langue suédoise, initialement intitulé Populär Astronomisk Tidskrift et, depuis 2001, publié sous le nom de Populär Astronomi,. Le dirigeant actuel de la société est astronome et écrivain Peter Linde.
L'astéroïde (16367) Astronomiasvecia est nommé en son honneur.